# Shapuh d'Armènia

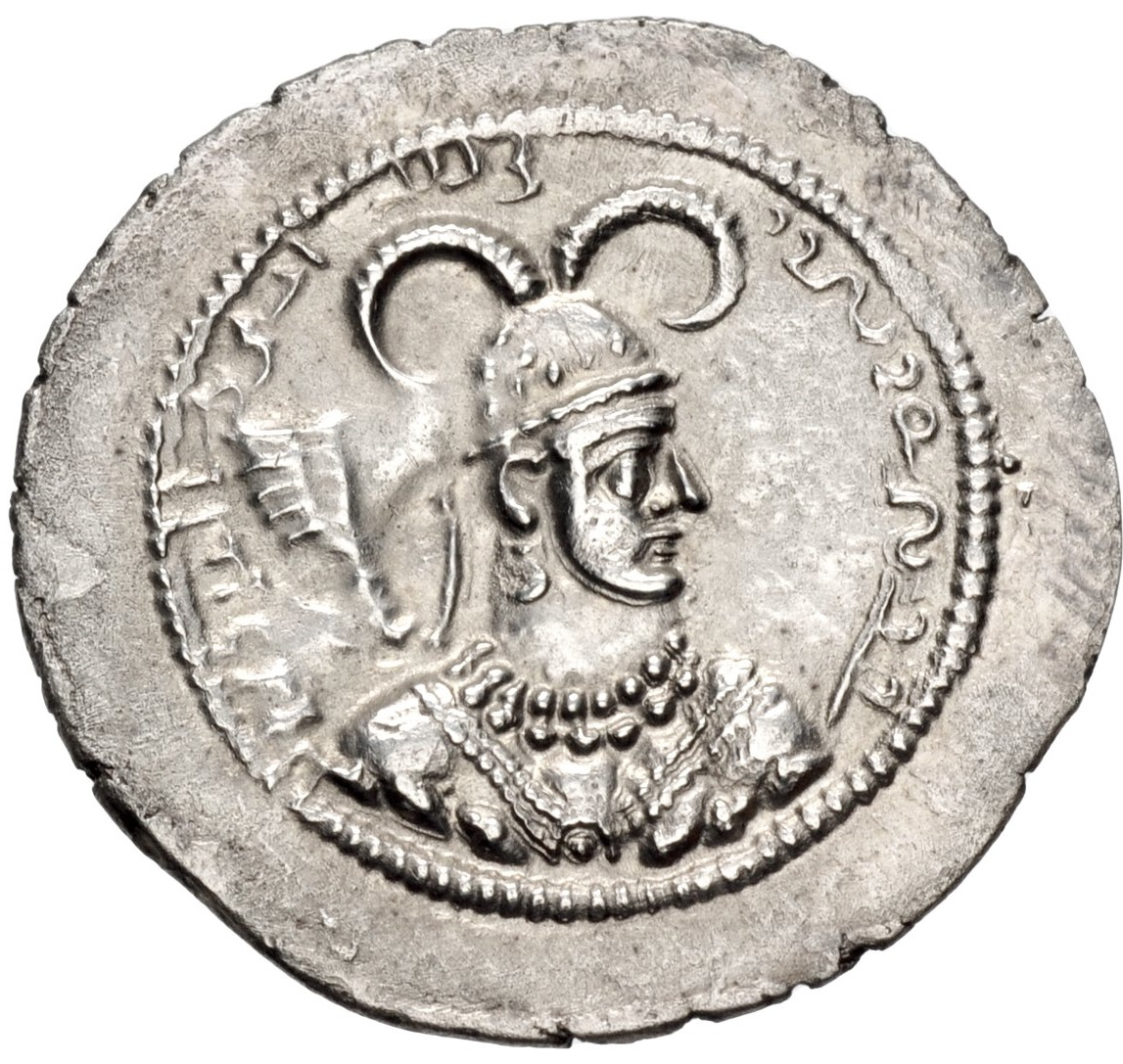
Moneda encunyada sota el seu regnat.

Shapuh (en persa mitjà 𐭱𐭧𐭯𐭥𐭧𐭥𐭩 Šāhpuhr) va ser rei d'Armènia de l'any 415 al 422.
Era fill d'Isdigerdes I de Pèrsia i el seu pare a la mort del rei Khosrov IV d'Armènia el va nomenar rei d'aquell país passant pel damunt dels drets del nebot del rei difunt. La noblesa no li era gaire favorable, però el van tolerar. La intenció dels perses era que Armènia s'incorporés a territori sassànida sense haver de conquerir-la per la força. L'historiador Moisès de Khorèn explica diverses anècdotes que fan referència a les relacions entre Shapuh i els orgullosos nakharark (nobles) armenis.
L'any 421 a la mort del seu pare Isdigerdes I, va sortir del país per reclamar el tron de Pèrsia, amb el nom de Sapor IV, però va morir assassinat pels grans nobles perses i una part del clergat. Mentrestant a Pèrsia va prendre el regne un germà o fill d'Isdigerdes I anomenat Còsroes l'Usurpador, que va ser efímer i quasi immediatament van fer pujar al tron al seu germà petit Bahram V de Pèrsia, conegut com a Bahram Gor.
Els armenis van aprofitar la guerra civil a Pèrsia per revoltar-se sota la direcció de Narses Djidjrakatsi i van expulsar a les guarnicions perses, però els nakharark no es van avenir entre ells i cadascun va governar les seves terres durant uns tres anys. sant Isaac el patriarca va enviar al seu net Vardanes II Mamiconi a demanar ajuda a l'Imperi Romà d'Orient. Per aquest temps l'emperador Teodosi va permetre difondre el nou alfabet armeni per les províncies armènies de l'Imperi Romà d'Orient, i va fer reconstruir Karin a la que es va donar el nom Teodosiòpolis (avui Erzurum).
Cap a l'any 423 els nakharark van demanar al nou rei Bahram V que els donés com a rei a Artaxes el fill de Vram-Shapuh. Segurament va ser sant Isaac qui va fer la petició i segons Moisès de Khorèn la delegació la formaven el seu net Vardanes II Mamiconi i el cap de la cavalleria Simbaci Bagratuní. Bahram va accedir i el jove príncep (d'uns 18 anys) va ser proclamat rei sota el nom d'Artaxes IV.